# Brookside (Delaware)
Brookside – jednostka osadnicza w Stanach Zjednoczonych, w stanie Delaware, w hrabstwie New Castle.